# Tetraopes thermophilus
Tetraopes thermophilus là một loài bọ cánh cứng trong họ Cerambycidae.